# Joseva Talacolo
Joseva Talacolo (Suva, 1 de abril de 1997) es un jugador de rugby union fiyiano de la selección nacional de rugby 7 de Fiji. Fue seleccionado como parte del equipo de Fiji para los Juegos Olímpicos de París 2024.

## Biografía
Talacolo nació el 1 de abril de 1997 en Suva, Fiji. El mayor de ocho hijos, creció en la aldea de Naqarawai en la provincia de Namosi. Dijo que decidió jugar al rugby union para ayudar a su familia, después de «ver cómo mis padres luchaban para darnos de comer, darnos un techo y proveer para nosotros». Su padre lo inscribió en la Academia de Rugby de la Escuela Lelean Memorial y Talacolo fue ascendiendo de rango.
Talacolo, un centro interior,  se convirtió en un «jugador influyente en la escena local del [rugby] 7» con el club Police Blue. The Fiji Times lo describió como «el hombre de confianza en el aire para los Police Blue... Su destreza para ganar reinicios y line-outs ha sido aplaudida por los fanáticos. Además, sus habilidades con el balón en el aire y su manejo del balón con una mano son fenomenales».
Talacolo estuvo a punto de ser seleccionado para la selección nacional de rugby 7 de Fiji para los Juegos Olímpicos de Tokio 2020, ya que era reserva viajero. Posteriormente debutó con la selección nacional en el Seven de Dubái 2021, celebrado en noviembre y diciembre de 2021. No fue seleccionado para los Juegos de la Mancomunidad de 2022 debido a una enfermedad, pero regresó a tiempo para la Copa del Mundo de Rugby 7 de 2022 y ayudó a Fiji a conseguir el título de la Copa Melrose. Compitió por Fiji en el Seven de Dubái 2023 y anotó el try ganador en el primer partido contra Estados Unidos.
Talacolo se casó con Emi Kalougata en enero de 2024. Fue seleccionado para el equipo de Fiji en los Juegos Olímpicos de París 2024, donde ganó la medalla de plata.